# Przyszłość Niemiec

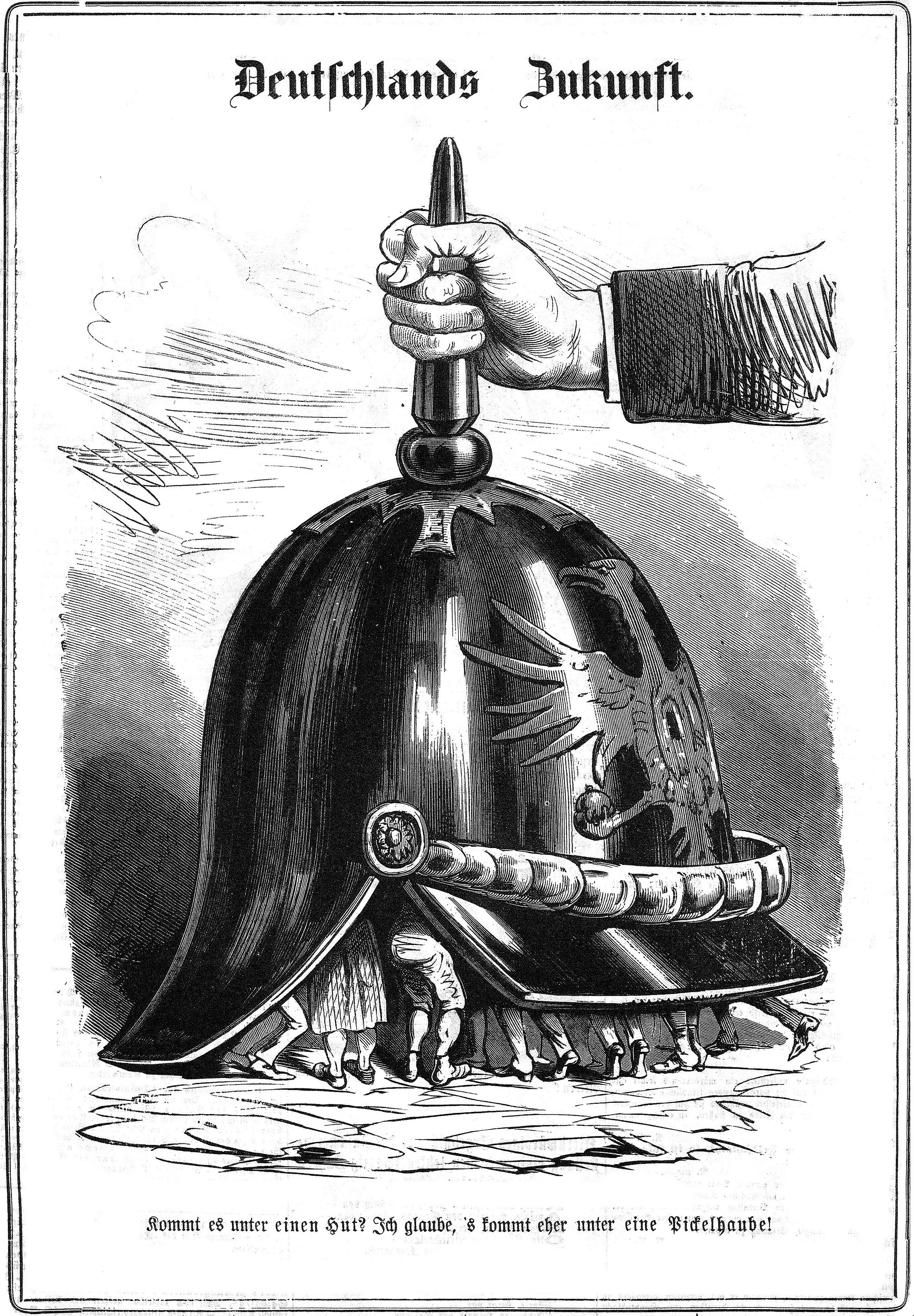
Karykatura „Przyszłość Niemiec”

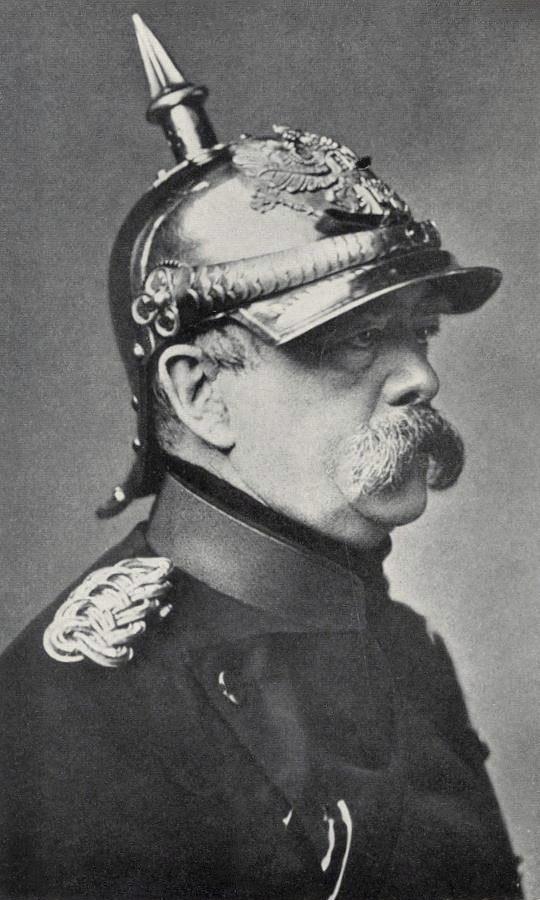
Otto von Bismarck w pikielhaubie

Przyszłość Niemiec (niem. Deutschlands Zukunft) – karykatura nieznanego autora opublikowana w austriackim czasopiśmie satyrycznym Kikeriki 22 sierpnia 1870 roku.

## Historia
Pragnienie zjednoczonych Niemiec istniało wśród Niemców od początku XIX wieku i dlatego też w 1848 roku miała miejsce tak zwana rewolucja marcowa, będąca częścią europejskiej Wiosny Ludów. Głównymi celami rewolucji była przede wszystkim demokratyzacja i państwo narodowe, a ponieważ były to żądania o bardzo dużym ciężarze gatunkowym, rewolucja była skazana na niepowodzenie. Ważnymi wydarzeniami, które później utorowały drogę do powstania Cesarstwa Niemieckiego w 1871 roku, były wojna duńsko-pruska (1864), wojna prusko-austriacka (1866) i wojna francusko-pruska (1870–1871). Decydującym jak się okazało czynnikiem była wojna z Francuzami, w której premierowi Prus Ottonowi von Bismarckowi udało się zjednoczyć niemieckie państwa południowe i północne, a tym samym pokonać Francję. W 1871 roku Wilhelm I Hohenzollern został ogłoszony niemieckim cesarzem, a Bismarck kanclerzem co stanowiło początek Cesarstwa.

## Opis
Karykatura pojawiła się na rok przed faktycznym powstaniem Cesarstwa Niemieckiego. Pośrodku niej znajduje się ogromna pikielhauba trzymana prawą dłonią za szpikulec, pod którą widać tłum prosto ubranych ludzi. Uwagę zwraca nagłówek „Przyszłość Niemiec”, a pod hełmem zdanie „Czy mieści się pod jednym kapeluszem? Wierzę, że raczej pod pikielhaubą!”. 
Pikielhauba pomimo umieszczenia na niej orła będącego symbolem Niemiec, kojarzona jest z Prusami, a lud uwięziony pod hełmem podległość względem Prus. Fakt, że jest to stara wersja pikielhauby pokazuje, że nowe Cesarstwo Niemieckie będzie przestarzałe, co oznacza, że współczesne idee, takie jak demokracja, nie będą istnieć, a zamiast tego będzie monarchia. Przesłaniem autora jest uświadomienie, że Niemcy powinni się obudzić i zdać sobie sprawę, że faktycznie mają cesarstwo pruskie zamiast niemieckiego.
Cesarz Wilhelm, a także kanclerz Bismarck są Prusakami i mają największą władzę. Prusy przekupiły również inne kraje, takie jak Bawaria, aby założyły cesarstwo i w ten sposób nimi manipulowały. Ponadto karykatura przedstawia lud jako grupę mającą stosunkowo mało do powiedzenia i nie bez powodu konstytucję Rzeszy nazywa się listkiem figowym absolutyzmu. Mimo to karykatura musi być również oceniana krytycznie, bo pochodzi od Austriaka, a ponieważ Prusy pokonały Austrię, jest w tym coś osobistego. Przedstawienie to jest też nieco przesadzone, bo niemieckie społeczeństwo w swej większości było zadowolone ze zjednoczenia, a politykę zagraniczną Bismarcka również dziś określa się jako przemyślaną i gdyby Prusy nie wpływały na kierownictwo państwa, Cesarstwo mogłoby szybko ponownie upaść. Podsumowując można jednak stwierdzić, że karykatura dobrze, choć przesadnie, przedstawia powstanie Rzeszy w 1871 roku.